# کاکی هانتر
 کاکی هانتر (انگلیسی: Kaki Hunter؛ زادهٔ ۶ نوامبر ۱۹۵۵) یک هنرپیشه، معمار، و نویسنده اهل ایالات متحده آمریکا است. وی بین سال‌های ۱۹۷۷ تا ۱۹۹۱ میلادی فعالیت می‌کرد.